# Euphyllodromia stigmatosoma
Euphyllodromia stigmatosoma är en kackerlacksart som beskrevs av Morgan Hebard 1921. Euphyllodromia stigmatosoma ingår i släktet Euphyllodromia och familjen småkackerlackor.
Artens utbredningsområde är Colombia. Inga underarter finns listade i Catalogue of Life.